# Сен Брино де Монтарвил (Квебек)
Сен Брино де Монтарвил (фр. Saint-Bruno-de-Montarville) је град у Канади у покрајини Квебек. Према резултатима пописа 2011. у граду је живело 26.107 становника.

## Становништво
Према резултатима пописа становништва из 2011. у граду је живело 26.107 становника, што је за 7,0% више у односу на попис из 2006. када је регистровано 24.388 житеља.
| 2006.  | 2011.  |
| ------ | ------ |
| 24.388 | 26.107 |